# Hydrogen Challenger
La Hydrogen Challenger è una nave cisterna a basso pescaggio riequipaggiata per la produzione di idrogeno; è solitamente dislocata nella baia tedesca o vicino all'arcipelago di Helgoland, mentre viene ormeggiata nel porto di Bremerhaven per scaricare l'idrogeno accumulato.
La nave è dotata di un aerogeneratore ad asse verticale per la produzione di energia elettrica necessaria ad effettuare l'elettrolisi dell'acqua e riempire le cisterne di idrogeno.
La capacità totale di idrogeno immagazzinabile è di 1194 m³.